# مخلل مقلي
المخللات المقلية  طبق جانبي ومقبلات شائع في جنوب الولايات المتحدة، ويتم إعداده عن طريق القلي العميق لشرائح الشبت المخللة.
ظهرت المخللات المقلية لأول مرة على ساحة الطهي الأمريكية في أوائل الستينيات. وطبعت أول وصفة معروفة للمخلل المقلي في صحيفة أوكلاند تريبيون بعنوان "المخللات المقلية الفرنسية"، والتي دعت إلى استخدام شرائح المخلل الحلو ومزيج الفطائر الجاهزة (البان كيك). 
تقديم المخللات المقلية في مهرجانات الطعام وقوائم المطاعم الفردية وسلاسل المطاعم في جميع أنحاء الولايات المتحدة وأماكن أخرى.        ويمكن تناولها كمقبلات أو طبق جانبي.  يتم تقديم المخللات المقلية بشكل متكرر مع صلصة الرانش أو أي صلصة كريمية أخرى للتغميس.

## أنظر أيضا
- قائمة الأطعمة المقلية العميقة
- قائمة الأطعمة المخللة